# Anubis (powieść)
Anubis to powieść fantasy napisana przez niemieckiego pisarza Wolfganga Hohlbeina w 2004 roku. 
Głównym bohaterem jest Mogens VanAndt, który pracuje jako profesor w college'u w małej miejscowości w stanie Massachusetts. Któregoś dnia odwiedza go kolega ze studiów. To właśnie on zniszczył jego karierę naukową. Choć główny bohater nie chce już go znać, ten składa mu propozycję, której trudno się oprzeć. Chodzi o wielkie odkrycie archeologiczne - podziemną świątynię w Kalifornii, która tak naprawdę nie powinna tam istnieć.